# Itelmenische Sprache
Die itelmenische Sprache gehört zu den tschuktscho-kamtschadalischen Sprachen und wird in Russland im Autonomen Kreis der Korjaken gesprochen.
Die Sprache ist die einzige Sprache, die zum kamtschadalischen Zweig der Sprachfamilie gehört. Heutzutage ist sie stark vom Aussterben bedroht, da die meisten der rund 3.000 Itelmenen mit dem Russischen als Muttersprache aufwachsen und die wenigen Menschen, die das Itelmenische noch beherrschen, meist hohen Alters sind.
Seit 1986 existiert auf der Grundlage des kyrillischen Alphabets ein Alphabet für das Itelmenische.